# 佩鲁瓦莱贡布里
佩鲁瓦莱贡布里（法語：Péroy-les-Gombries，法語發音：[peʁwa le ɡɔ̃bʁi]）是法国瓦兹省的一个市镇，属于桑利斯区。

## 地理
佩鲁瓦莱贡布里（49°9'45"N, 2°50'46"E）面积11.21 平方千米，位于法国上法蘭西大區瓦兹省，该省份为法国北部内陆省份，北起索姆省，西接厄尔省和滨海塞纳省，南至塞纳-马恩省和瓦兹河谷省，东临埃纳省。
与佩鲁瓦莱贡布里接壤的市镇（或旧市镇、城区）包括：布瓦西-弗雷努瓦、楠特伊勒欧杜安、奥尔穆瓦维莱尔、韦尔西尼、维莱圣热内。

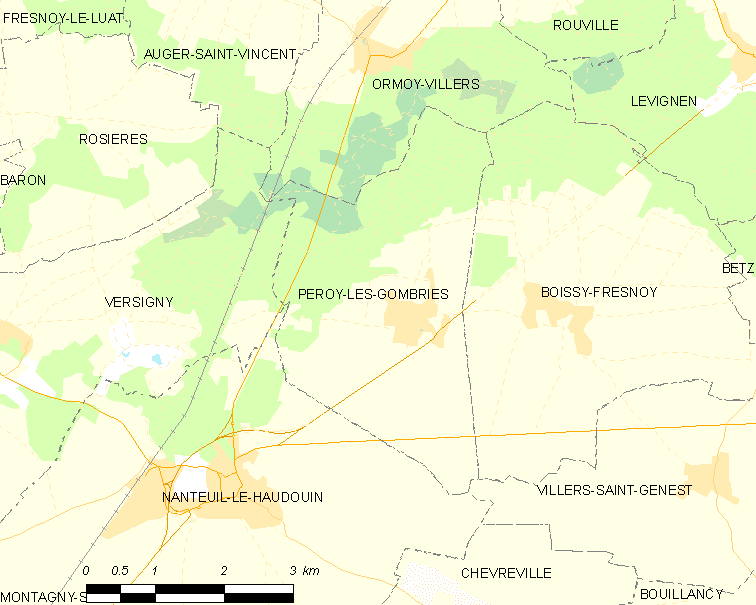
佩鲁瓦莱贡布里的OSM定位图

佩鲁瓦莱贡布里的时区为UTC+01:00、UTC+02:00（夏令时）。

## 行政
佩鲁瓦莱贡布里的邮政编码为60440，INSEE市镇编码为60489。

## 政治
佩鲁瓦莱贡布里所属的省级选区为楠特伊勒欧杜安县。

## 人口

1962-2008年间佩鲁瓦莱贡布里人口变化图示

佩鲁瓦莱贡布里于2022年1月1日时的人口数量为1217人。